# Félix Hippolyte Larrey

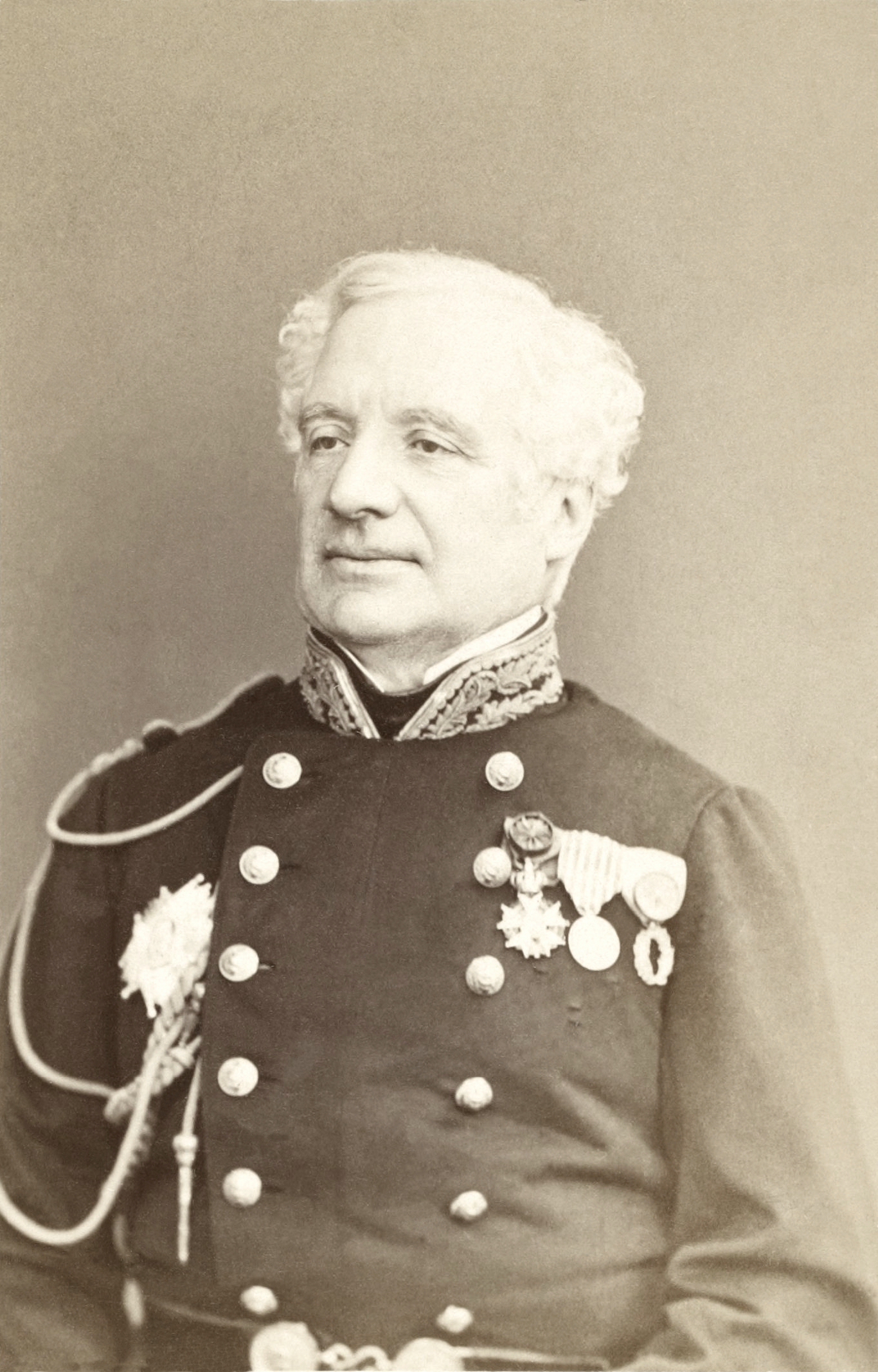
Félix Hippolyte Larrey in 1883.

Félix Hippolyte baron Larrey (Parijs, 18 september 1808 - aldaar, 8 oktober 1895) was een Frans militair arts en politicus. Hij was de lijfarts van keizer Napoleon III.

## Biografie
Félix Hippolyte Larrey werd geboren als zoon van Dominique-Jean Larrey, een vooraanstaand arts in het Grande Armée van Napoleon I.
Na zijn medische studies werd hij in 1839 chirurg in het militair hospitaal Val-de-Grâce in Parijs. In 1841 werd hij professor pathologische chirurgie aan de École de médecine et de chirurgie militaire. In 1842 was hij beroepsmatig actief in Frans-Algerije. In 1850 werd hij lid van de Académie de médecine, een instituut waar hij in 1863 voorzitter van werd. Nadat hij in 1853 de lijfarts van keizer Napoleon III was geworden, was hij tijdens de Tweede Italiaanse Onafhankelijkheidsoorlog in 1859 het hoofd van de medische component van het Franse leger. Tijdens de Slag bij Solferino sneuvelde het paard van Larrey. In 1870 was hij weerom het hoofd van de medische component van het leger, dit maal in het kader van de Frans-Duitse Oorlog.
In 1860 stapte hij in de politiek door departementsraadslid te worden van Bagnères-de-Bigorre. In 1876 nam hij deel aan de parlementsverkiezingen van dat jaar, maar geraakte toen niet verkozen. Een jaar later, bij de parlementsverkiezingen van 1877 lukte het hem echter wel. Hij werd verkozen en zetelde namens de rechtse fractie Appel au peuple. In deze hoedanigheid voerde hij oppositie tegen de opeenvolgende republikeinse regeringen. Hij nam niet meer deel aan de parlementsverkiezingen van 1881.
Hij werd onderscheiden met het grootkruis in het Legioen van Eer.